# 월터 루딘
월터 루딘(영어: Walter Rudin, 독일어: Walter Rudin 발터 루딘[*], 1921년 5월 2일 ~ 2010년 5월 20일)은 오스트리아 태생 미국의 수학자이다. 해석학에 대한 세 저서(《Functional Analysis》, 《Principles of Mathematical Analysis》, 《Real and Complex Analysis》)로 알려져 있다.

## 생애
1921년 오스트리아 빈의 유대인 가정에서 태어났다. 1938년 나치의 오스트리아 병합 때 프랑스로 이주했다. 1940년 독일이 프랑스를 점령하자, 잉글랜드로 건너가 영국 해군으로 복무했다. 2차 대전이 끝난 뒤 그는 미국으로 건너가 1949년 듀크 대학교에서 박사 학위를 받았다. MIT의 C.L.E. Moore instructor를 거쳐 위스콘신 대학교 매디슨의 교수가 되어, 32년간 재직했다.
그는 1953년 동료 수학자인 메리 엘런 에스틸과 결혼했다. 둘은 건축가 프랭크 로이드 라이트가 설계하여 그의 이름을 딴 월터 루딘 하우스에서 살았다.
2010년 5월 20일, 파킨슨병으로 사망했다.